# Isomaltulose
L’isomaltulose est un diholoside naturellement présent dans le miel et la canne à sucre. Produit industriellement à partir du saccharose, il est utilisé comme sucre lent. Il fournit autant d'énergie que ce dernier, cependant l'isomaltulose est absorbé plus lentement. C'est un solide blanc sucré comme le saccharose, mais son pouvoir sucrant est deux fois plus faible.

## Histoire
L'isomaltulose a été découvert en 1957 par Weidenhagen et Lorenz, comme sucre intermédiaire de la fabrication de l'isomalt à partir du saccharose. Initialement appelé Palatin (Südzucker AG) nom qui fait allusion à l’endroit où il a été découvert, Obrigheim in der Pfalz (en latin: Palatinum), il est maintenant commercialisé sous le nom de Palatinose.
Par la suite, il a été isolé dans la canne à sucre et ses dérivés en 1985 et le miel en 1988,.
Plus tard, le Royaume-Uni et le Japon ont aussi commencé le développement et la commercialisation de l'isomaltulose, sous différents noms, respectivement Lylose (Tate & Lyle) et Palatinose (Shin Mitsui Sugar) .
Depuis 1985, il est commercialisé au Japon comme sucre, et a obtenu le statut FOSHU (Food Of Specific Health Use (en) c'est-à-dire Aliments à but spécifique pour la santé) en 1991.
En 2005, l'Union européenne a autorisé la mise sur le marché de l’isomaltulose en tant que nouvel aliment ou nouvel ingrédient, les États-Unis en 2006 et l'Australie et Nouvelle-Zélande en 2007.

## Structure et propriétés

### Structure
L'isomaltulose est un diholoside isomère du saccharose et du turanose, tous trois sont constitués d'une unité de glucose et d'une unité de fructose, seule la nature de la liaison osidique change : une liaison α(1→6) pour l'isomaltulose, α(1→2) pour le saccharose  et α(1→3) pour le turanose.
Sa formule chimique est C12H22O11 et sa masse molaire de 342,30 g mol−1.

### Propriétés physiques
Les propriétés physiques de l'isomaltulose sont similaires à celles du saccharose, c'est un solide blanc dont la viscosité de solutions aqueuses est identique à celle du saccharose. Cependant, l'isomaltulose est moins soluble et moins hygroscopique que le saccharose. La solubilité de l'isomaltose monohydrate dans 100 g d'eau est de 38,4 g à 20 °C, 78,2 g à 40 °C, et 174,9 g à 60 °C.
L'isomaltulose est stable à la chaleur, il fond de 123 à 124 °C (160 à 185 °C pour le saccharose).
En milieu acide, l'isomaltulose est plus stable que le saccharose, chauffé à 100 °C pendant une heure, l'isomaltulose reste inchangé alors que le saccharose serait complètement hydrolysé dans les mêmes conditions. Au bout de trois mois en solution acide (pH 2,3), les 110 g d'isomaltulose n'ont pas été hydrolysés alors que 98 % du saccharose l'a été.
Dans l'eau à 20 °C, la forme anomère prédominante de l'isomaltulose est la forme β-furanose (80,3 %) et la forme minoritaire est l'α-furanose (19,7 %).

### Propriétés sucrantes
Le pouvoir sucrant de l'isomaltulose a été évalué comme 2 fois plus faible que le sucrose. Il est de 0,4 (à poids égal de sucre) comparé à une solution de 10 % de saccharose et de 0,5 comparé à une solution de 10 % de saccharose. Par convention, son pouvoir sucrant dans un usage normal est estimé a 0,42.
L'isomaltulose agit en synergie avec le sucralose et masque le goût persistant de ce dernier,.

### Propriétés chimiques
L'isomaltulose est un ose réducteur contrairement au saccharose, composé à partir duquel il est fabriqué industriellement.
L'isomaltulose est considérablement plus résistant à l’action des acides (acide citrique, acide malique), des enzymes et de l'activité microbiologique grâce à sa liaison osidique (1→6) qui est beaucoup plus stable.
L'isomaltulose est un intermédiaire dans la production de l'isomalt ou sirop d'isomalt(E953), un mélange de diholosides hydrogénés : le glucose α(1→6) sorbitol  et le glucose α(1→1) mannitol obtenu par la réduction catalytique de l’isomaltulose.
L'isomaltulose ne favorise pas la carie dentaire, il est considéré comme peu ou pas cariogène. En effet le FDA a déterminé en 2007 que l'édulcorant nutritif isomaltulose, ne subit pas de la part des bactéries buccales une fermentation suffisante pour abaisser le pH de la plaque dentaire à des niveaux propres à contribuer à une érosion de l'émail dentaire.

## Métabolisme
L'isomaltulose n'est hydrolysé ni par les enzymes salivaires ni par celles de l'estomac. Seules les enzymes isomaltase-sucrase du petit intestin sont capables de l'hydrolyser. Les produits de l'hydrolyse sont deux oses simples : le fructose et le glucose. L'hydrolyse de l'isomaltulose est moins rapide que celle du saccharose: environ 4 à 5 fois plus lente. 
Ces deux oses sont ensuite absorbés suivant leur route métabolique traditionnelle. Ainsi l'isomaltulose est complètement digéré par le corps et apporte autant d'énergie calorifique que son isomère le saccharose, soit 4 kcal/g.
La faible vitesse d'hydrolyse induit une absorption lente qui se traduit par une faible réponse insulinémique et glycémique (faible valeur de l'index glycémique (32)), ce qui évite des pics de glucose dans le sang généralement caractéristiques de consommation de sucre et maintient donc la sécrétion d'insuline à un bas niveau. C'est par ailleurs le seul sucre double totalement métabolisable.

## Utilisation

### Alimentaire
La libération lente d'énergie et une basse réponse glycémique favorisent son utilisation potentielle dans un large éventail de produits.
L'isomaltulose est utilisé comme édulcorant dans les boissons, confiseries et produits à haute teneur en sucre comme sucre de remplacement afin de réduire l'index de glycémie.

### Autre
L'isomaltulose étant un sucre réducteur, il peut servir comme précurseur dans la production de sucres alcools —comme l'isomalt, également un édulcorant—, de biosurfactants et de biopolymères.

## Législation
L'isomaltulose est considéré comme un ingrédient alimentaire au Japon et possède le statut FOSHU (Food Of Specific Health Use (en)).
L'isomaltulose est considéré comme un nouvel aliment et autorisé sur le marché européen dans une variété de produits. Son emploi dans un aliment nécessite l'ajout sur l'emballage de la mention suivante : « l’isomaltulose est une source de glucose et de fructose », ceci à la demande de l'ACNFP (Advisory Committee on Novel Foods and Processes (en)) afin d'éviter une confusion sur l'apport énergétique et la lente digestion de l'isomaltulose.
L'isomaltulose est GRAS (Generally Recognized As Safe (en), c'est-à-dire généralement reconnu comme sûr) aux États-Unis dans les conditions d'utilisation décrites dans la notice GRAS déposée par Südzucker en 2005.
L'isomaltulose est aussi autorisé dans la plupart des pays asiatiques (Corée, Chine), en Australie et Nouvelle-Zélande.

## Production
L'isomaltulose est produit industriellement par isomérisation du saccharose via l'action d'enzymes sucrose isomérases (alias sucrose-mutases ou isomaltulose-synthases) obtenues à partir de la Protaminobacter rubrum,,. L'enzyme modifie la liaison osidique du diholoside qui passe d'une liaison (1→2) à une liaison (1→6). Une autre source d'enzymes utilisée provient de la bactérie Serratia plymuthica, et Erwinia rhapontici.
L'isomérisation catalysée par l'enzyme produit environ 85 % d'isomaltulose, mais aussi d'autres ingrédients comme du tréhalulose (liaison (1→1)), du glucose, du fructose et isomaltose (glucose α(1→6) glucose) ce qui réduit le rendement de la réaction enzymatique. Ainsi plusieurs étapes de purification sont nécessaires ; une filtration (pour éliminer l'enzyme), une déminéralisation, une cristallisation, suivie d'une dilution et enfin d'un séchage.
Au Japon, la production annuelle approximative d'isomaltulose est de 3 000 tonnes.